# Grand Gateway Shanghai
Grand Gateway Shanghai (en chino simplificado, 港汇广场; pinyin, Gǎnghuì Guǎngchǎng) es un complejo de oficinas que consiste en dos rascacielos idénticos situados en el área Xujiahui de Shanghái, China diseñados por Callison Architecture. Los edificios fueron completados en 2005 y son actualmente las cuartas torres gemelas más altas del mundo. Cada torre tiene una altura de 262 m y 52 plantas.
La construcción de las torres fue detenida en 1997 debido a la crisis financiera asiática y el exceso de espacio de oficinas en Shanghái. Sin embargo, en 2002, la construcción fue continuada completándose en 2005.
Las torres son los 71.º edificios más altos del mundo midiendo la altura del detalle arquitectónico, que es el punto más alto de las cúpulas, y los 9.º edificios más altos de Shanghái, haciéndolos un punto de atracción de la ciudad. La altura de azotea es de 224.9 metros.
El centro comercial Grand Gateway 66 está situado en la base de las torres.
También hay un desarrollo residencial, llamado Grand Gateway Garden, que consiste en dos torres de 100 m de altura cada una.

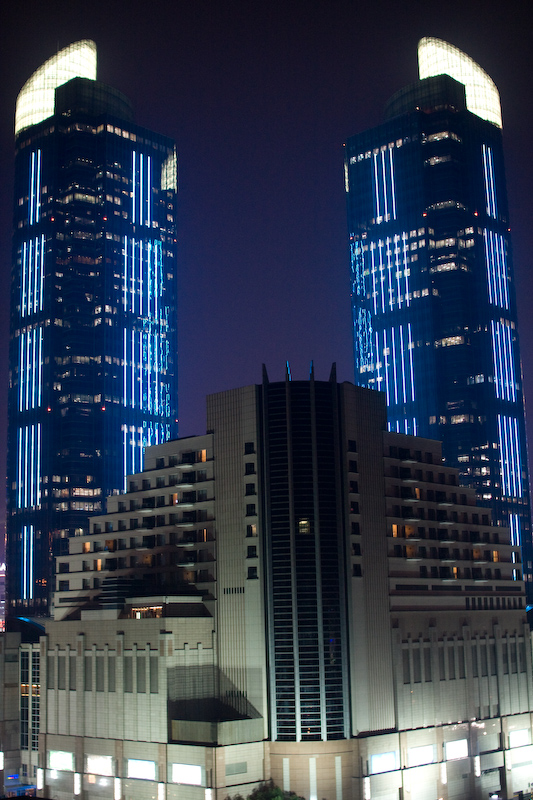
Las torres Grand Gateway son una gran atracción local, especialmente en el anochecer, cuando se ilumina la parte superior